# Зарічівська сільська рада
Зарічівська сільська рада — колишній орган місцевого самоврядування у колишньому Перечинському районі Закарпатської області з адміністративним центром у с. Зарічово. Сільській раді було підпорядковано лише село Зарічово.
Рада складалася з 20 депутатів та голови.

## Керівний склад сільської ради
| ПІБ                  | Основні відомості                                            | Дата обрання | Дата звільнення |
| -------------------- | ------------------------------------------------------------ | ------------ | --------------- |
| Магада Іван Юрійович | Сільський голова, 1950 року народження, освіта, безпартійний | 26.03.2006   | 31.10.2010      |
| Магада Іван Юрійович | Сільський голова, 1950 року народження, освіта вища          | 31.10.2010   | 29.06.2013      |

Примітка: таблиця складена за даними джерела

## Населення
Згідно з переписом УРСР 1989 року чисельність наявного населення сільської ради становила 2287 осіб, з яких 1030 чоловіків та 1257 жінок.
За переписом населення України 2001 року в сільській раді мешкало 2279 осіб.

### Мова
Розподіл населення за рідною мовою за даними перепису 2001 року:
| Мова       | Відсоток |
| ---------- | -------- |
| українська | 98,77 %  |
| російська  | 0,61 %   |
| угорська   | 0,18 %   |
| молдовська | 0,13 %   |
| словацька  | 0,09 %   |
| інші       | 0,22 %   |